# Ritsuko Matsuda
Ritsuko Matsuda (jap. 松田律子 Matsuda Ritsuko; ur. 26 lutego 1977 w Naha) – japońska piosenkarka popowa, była członkini zespołu Super Monkey’s, w którym zadebiutowała w 1994, obecnie jest członkinią grupy MAX.

## Filmografia

### Filmy
- 1996: Ladie's MAX
- 1997: Ladie's MAX: Give me a Shake
- 2001: Starlight

### Seriale
- 1998: Sweet Devil
- 2007: Churusan 4